# Fusée-chaîne
En horlogerie, le mécanisme fusée-chaîne est un type particulier de barillet, où la transmission de l'effort moteur (du ressort principal vers le reste du mouvement) se fait par le biais d'une chaîne et d'un pignon hélicoïdal.

## Conception
Le mécanisme fusée-chaîne est une réponse à un problème qui est apparu dès lors que les horloges ont vu un ressort moteur enroulé remplacer le poids comme source d'énergie mécanique, c'est-à-dire vers le début du xve siècle.
Alors qu'un poids suspendu à une corde fournit une force constante, le couple fourni par un ressort moteur hélicoïdal diminue, de façon assez linéaire, au fil de son déchargement, ce qui affecte l'amplitude d'oscillation, et donc l'isochronisme de l'organe régulateur, qu'il s'agisse d'un foliot (avant le XVIIe siècle), d'un pendule ou d'un balancier. Le mécanisme fusée-chaîne apporte une solution : plutôt que d'entraîner directement le mouvement, le barillet l'actionne par le biais d'une chaîne qui s'enroule sur un pignon hélicoïdal : ainsi, au fur et à mesure du déchargement du ressort de barillet, la chaîne arrive sur la partie la plus large du pignon, ce qui lui confère un avantage mécanique. Le couple fourni par le pignon est ainsi quasiment constant, d'où un gain de précision de l'horloge.
Il serait apparu au début du xvie siècle, probablement inspiré par un mécanisme similaire utilisé dans les arbalètes.

## Rareté actuelle
Relativement répandu sur différents types d'horloges pendant plus de deux siècles, le mécanisme est devenu de moins en moins utile avec les progrès des autres éléments mécaniques. Il se rencontre cependant sur quelques modèles de haute horlogerie : Zenith (entreprise), par exemple, utilise ce mécanisme sur quelques montres, parfois associé à un tourbillon.
A l'échelle d'une montre bracelet, c'est un mécanisme très complexe à fabriquer, du fait de la taille des maillons : sur les Zenith à fusée chaîne, la chaîne compte 575 maillons (ce qui dépasse le nombre de pièces de la plupart des mouvements à complications). La longueur de la chaîne est de 18 cm, les maillons mesurent donc 0,3 mm. 
Les problèmes d'isochronismes se posent surtout sur les mouvements disposant d'un grand barillet (donc d'une réserve de marche importante), mais d'autres solutions existent pour y répondre :
- Le remontoir : il s'agit d'un petit ressort intermédiaire, qui entraîne l'échappement, et est lui même remonté périodiquement par le barillet intermédiaire, garantissant une force constante[6]
- L'utilisation de plusieurs barillets de petite taille utilisés séquentiellement[7]
- L'échappement Constant, dans lequel une lame bistable délivre une quantité précise d'énergie mécanique à l'échappement, indépendamment du couple fournit par le ressort moteur[8].

## Galerie d'images

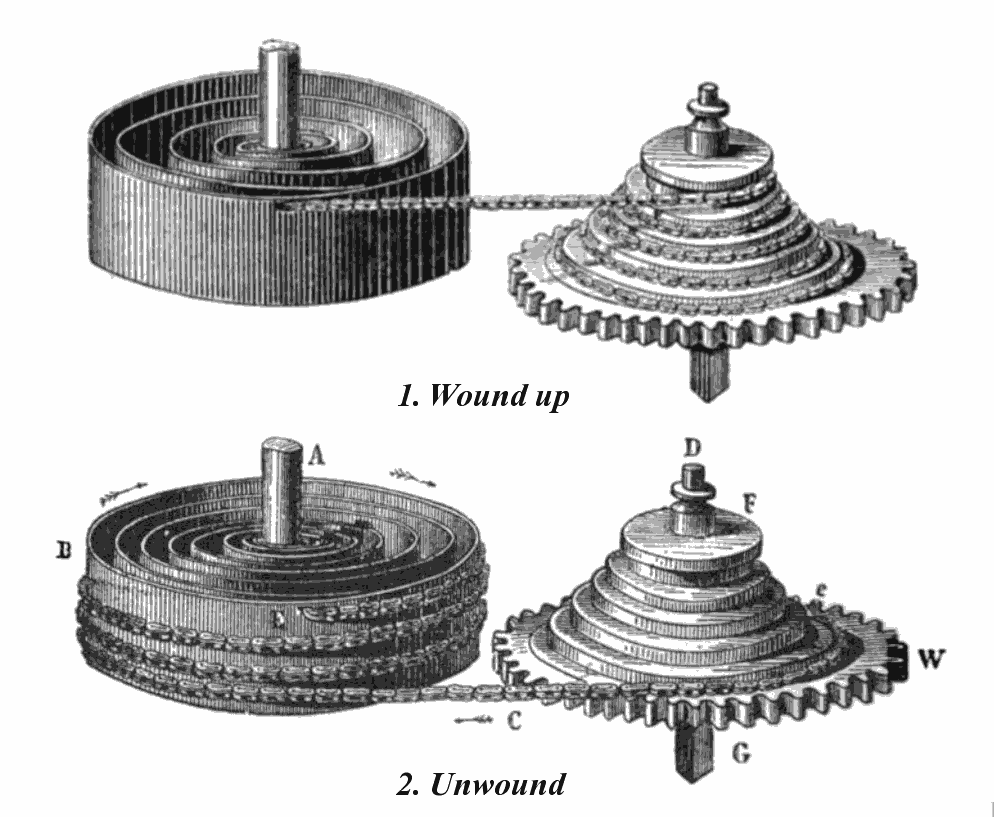
Présentation d'un mécanisme fusée chaîne, venant d'un livre du XIXe siècle.
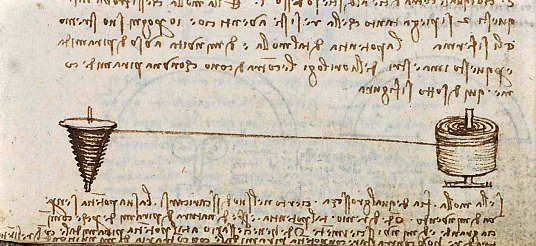
Schéma extrait d'un carnet de Léonard de Vinci.
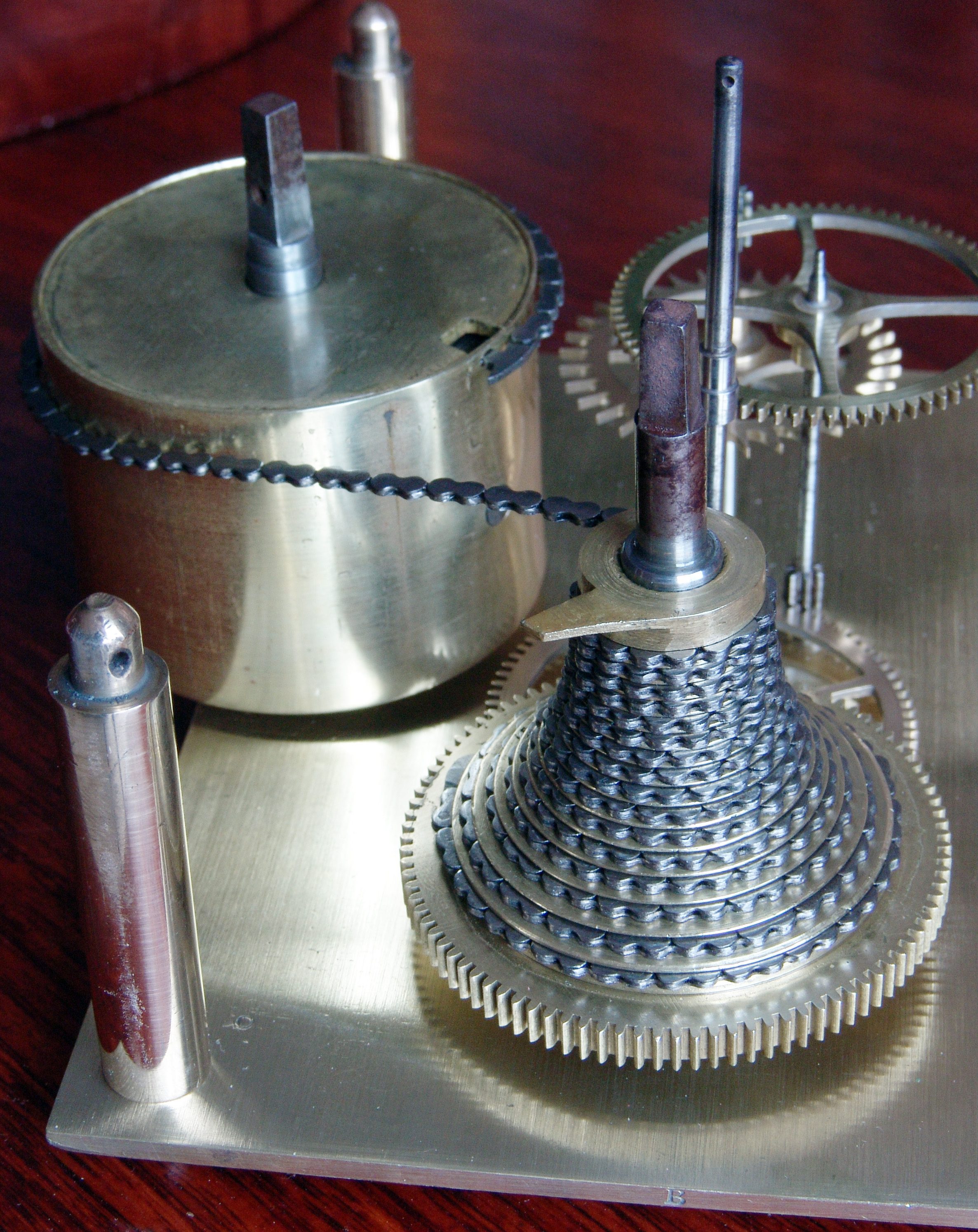
Fusée-chaine d'une horloge de table.
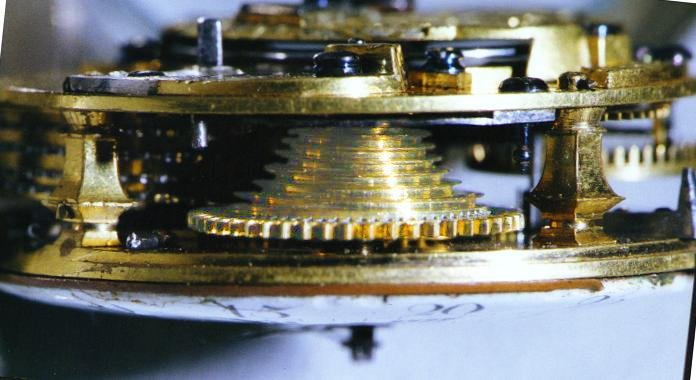
Fusée-chaîne dans une montre de gousset.